# هرمان فگلاین
هرمان فگلاین (به آلمانی: Hermann Fegelein) (۳۰ اکتبر ۱۹۰۶ – ۲۸ آوریل ۱۹۴۵) نظامی بلندپایه آلمانی و از اعضای حلقه نزدیکان آدولف هیتلر بود.
او شوهر خواهر اوا براون، همسر هیتلر (40 ساعت پیش از خودکشی ازدواج کردند)، بود. فگلاین فرد فرصت‌طلبی بود که با استفاده از دوستی خود با هاینریش هیملر مراتب ترقی را در وافن اس‌اس به سرعت طی کرد.
به نقل از خاطرات هاینتس لینگه، پیشکار هیتلر، فگلاین همه‌جا وانمود می‌کرد ارتباط نزدیکی با هیتلر دارد ولی این‌طور نبود و هیتلر همیشه با او بسیار رسمی برخورد می‌کرد و او را کمی از خود دور نگه می‌داشت. (رابطه هیتلر با براون تا پیش از سقوط رایش سوم مخفی نگاه داشته شد). هیتلر مثل همه او را با نام خانوادگی‌اش صدا می‌زد و فگلاین او را پیشوای من خطاب می‌کرد. موقع صحبت کردن با براون، از ضمیر دوم شخص مفرد استفاده می‌کرد و براون همیشه او را با نام کوچکش، هرمان، صدا می‌کرد.

## مرگ
با رسیدن نیروهای ارتش سرخ به نزدیکی برلین فگلاین که در تدارک گریختن بود، توسط سرویس امنیتی رایش دستگیر شد. هیتلر که از مذاکرات هیملر با متفقین آگاه شده بود، فگلاین، که از دوستان او بود، را نیز به خیانت متهم کرد. وی ابتدا توسط هیتلر از تمامی درجات خلع و سپس به دادگاه نظامی سپرده شد. هرچند با وساطت اوا براون نهایتا هیتلر دستور داد بدون هیچ مجازاتی آزاد شود اما دو روز پیش از خودکشی هیتلر، به گفته تراودل یونگه منشی مخصوص هیتلر، به باغ صدارت عظمای رایش برده شد و اعدام شد.